# Camponotus occasus
Camponotus occasus é uma espécie de inseto do gênero Camponotus, pertencente à família Formicidae.